# Suttons Bay
Suttons Bay é uma vila localizada no estado americano de Michigan, no Condado de Leelanau.

## Demografia
Segundo o censo americano de 2000, a sua população era de 589 habitantes.
Em 2006, foi estimada uma população de 592, um aumento de 3 (0.5%).

## Geografia
De acordo com o United States Census Bureau tem uma área de
2,8 km², dos quais 2,8 km² cobertos por terra e 0,0 km² cobertos por água. Suttons Bay localiza-se a aproximadamente 182 m acima do nível do mar.

## Localidades na vizinhança
O diagrama seguinte representa as localidades num raio de 32 km ao redor de Suttons Bay.